# Cyclopodia solomonarum
Cyclopodia solomonarum är en tvåvingeart som beskrevs av Oskar Theodor 1959. Cyclopodia solomonarum ingår i släktet Cyclopodia och familjen lusflugor. Inga underarter finns listade i Catalogue of Life.